# Francis Grosjean
Francis Grosjean est un photographe et réalisateur français né en 1949 à Remiremont, dans les Vosges. Il a réalisé des films institutionnels, publicitaires, documentaires et des courts métrages de fiction. Des années 1970 aux années 2000, il a été l'un des réalisateurs de films d'entreprise les plus sollicités et les plus primés. Il a reçu en 2008 le Prix SCAM pour l'ensemble de son œuvre institutionnelle. Depuis 2014, il se consacre à sa première passion, la photographie, avec des créations fractales de la nature.

## Biographie
Fils d'un quincaillier de Vagney, dans les Vosges, Francis Grosjean grandit dans une famille de cinq enfants. Il découvre la photographie à l'âge de 10 ans, avec son professeur de mathématiques. Après un bac scientifique, et sans jamais cesser de pratiquer la photographie, il fait l'École catholique des arts et métiers (ECAM Lyon) dont il sort ingénieur diplômé en 1972.
Il est notamment le frère du médecin Pierre Grosjean, tué en 1983 en marge d'opérations armées au Nicaragua où il effectuait une mission humanitaire, et de Bernard Grosjean, directeur de la troupe de théâtre interactif Entrées de jeu. Il vit depuis trente ans avec la directrice de casting Fabienne Bichet, qu'il a épousée en 2003. Ils ont trois enfants.

## Parcours
Francis Grosjean commence sa carrière en 1974 chez Poclain, fabricant de matériels agricoles et de chantier, comme responsable du service audiovisuel. Son premier film pour l'entreprise, Poclain P, remporte le premier prix du film institutionnel du Festival de Biarritz (1975).
Après d'autres films pour Poclain, dont plusieurs sont primés, il devient free lance et répond aux commandes de grandes entreprises françaises et étrangères. Il réalise ainsi, pour la SNCF, le film évènement sur le premier record de vitesse du TGV, Opération TGV 100 (1981), qui obtient deux Grand Prix. Pour Renault, il réalise Electronic Now (1983), premier film européen en image de synthèse 3D, plusieurs fois primé en France et dans le monde, et qui marque le début d'une longue collaboration avec le secteur automobile (PSA Peugeot Citroën, Fiat, Chrysler...). Francis Grosjean accompagne par ailleurs le développement en Afrique, au Moyen-Orient, en Indonésie, et en Amérique du Sud, de grandes compagnies pétrolières (Total, Elf...) et des travaux publics (Dumez...).
Pour L'Oréal, Francis Grosjean réalise Passions (1987), un film sur la recherche cosmétique pour lequel il fait appel à la chorégraphe Carolyn Carlson, et qui lui ouvre les portes du luxe (Dior, Chanel, Saint-Laurent...).
En parallèle, il réalise avec Jacques Séguéla (RSCG) son premier film publicitaire, Mission pour l'emploi, pour les services du Premier ministre de l'époque, Pierre Bérégovoy. Suivront des films publicitaires pour Renault, Citroën, Dior, Danone, France Telecom, Crédit Foncier...
Il réalise également des documentaires et des courts-métrages pour la télévision, tels No Life (2008), une fiction sur l'addiction aux jeux vidéo, ou Papi Noël (2009), un conte tourné dans les Vosges.
En 2008, Francis Grosjean reprend la photographie. Il observe les créations fractales de la nature en recherchant à toute échelle, de la macrophotographie aux vues aériennes, les personnages anthropomorphiques qui s'y cachent. Sa première exposition, L'œil du monstre, se tient à l'été 2014 à Cabourg et Dives-sur-Mer. Dès lors, il multiplie les prises de vues et expose ses collections (Iron Spirit, Black & White, Sea & Sand, Nature Divinity, Design by Nature...) dans des galeries et des foires d’art contemporain à Paris, Dubaï, Bruxelles, Cologne, Milan, Copenhague, New York et Pékin.

## Engagements professionnels
Francis Grosjean est cofondateur et premier président (1983-1986) de l’APRAC (Association professionnelle des réalisateurs d'œuvres audiovisuelles de commande), devenue la Cie des Réals. À ce titre, il participe aux négociations sur le code des usages de la profession.
En 2003, il initie la réalisation de pitchs filmés pour les finalistes du Grand Prix Sopadin du meilleur scénariste. De 2003 à 2017, il réalise plus de deux cents Pitchs filmés.
Par ailleurs, toujours pour Sopadin, il réalise entre 2003 et 2007 une vingtaine de courts-métrages de fiction dans le cadre des « ateliers scénarios » de l'île de Ré.

## Engagements personnels
Après la mort de son frère Pierre au Nicaragua, Francis Grosjean réalise plusieurs films pour Médecins sans frontières en Afrique et au Cambodge, afin de présenter le travail de logisticien de l'ONG (1987-1990).
En 2011-2012, en plein débat de société sur la fin de vie, il réalise avec sa sœur, enseignante-chercheuse en psycho-sociologie du travail alors en phase terminale d'un cancer, le documentaire Le Choix de Michèle, dans lequel elle témoigne de son combat pour la prise en compte de la qualité de vie des patients. Le film est diffusé pour la première fois en janvier 2013 sur France 3, et sort en fin d'année en DVD.

## Enseignement
De 1999 à 2006, Francis Grosjean enseigne les effets spéciaux numériques, la réalisation et le montage dans deux écoles de cinéma, l'ESRA et l'EICAR.

## Expositions
- Janvier 2018 - Galerie Carrée - Nimes
- Décembre 2017 - Artketype Gallery - Bruxelles
- Avril 2017 - Art Nordic - Copenhague - Danemark
- Mars 2017 -Salon international de l'art contemporain SIAC - Marseille
- Octobre 2016 - 8e Asian Art Expo - Pékin - Chine
- Septembre 2016 - Artelys - Le soleil sur la place - Lyon/ Bourg-en-Bresse
- Septembre 2016 - France-Chine Expo - Pékin-Shanghai - Chine
- Mai 2016 - Codice Mia - Mia photo fair-Milan - Italie
- Avril 2016 - Art Expo - Iag Gallery - New York - États-Unis
- Février 2016 - International Art Gallery - Salon Art3f - Paris
- Septembre 2015 - Artketype Gallery - Köln Art-Fair - Allemagne
- Mai 2015 - Galerie Monsieur - Art-Brussel Off Course
- Avril 2015 - Vogelsang Gallery - World Art Dubaï
- Novembre 2014 - Galerie Rouan - Paris 3e
- Juillet à août 2014 - Maison Florent - Cabourg
- Juillet 2014 - Galerie Nicole Marie - Dives-sur-Mer

## Filmographie sélective

### Films institutionnels
- La Force de la vie (PSA Peugeot Citroën, 1992) - 1er prix Festival international du film d'entreprise 1993 / 1er prix Festival de Biarritz 1993 / Médaille d'or TV Festival de New York 1994
- Making of (Renault, 1992) - Prix spécial du Jury Festival de Biarritz / Médaille d'argent TV Festival de New York 1993
- Soleil de minuit (Citroën, 1991) - 1er Prix Festival de Biarritz 1992 / Médaille d’or TV Festival de New York 1993
- Les moyens de l'urgence (Médecins sans frontières, 1987) - 1er prix Festival de Biarritz 1988
- Coco 88 (Chanel, 1988) - 1988 Grand prix de la Ville de Biarritz
- Passions (L'Oréal, 1987) - 1er prix Festival de Biarritz
- L'huile des sept mers (Elf, 1985) - 1er prix Festival de Biarritz 1986 / 1er prix Festival international de Tokyo 1986
- Bâtisseurs du monde (Dumez, 1985) - 1er prix Festival de Biarritz 1986
- Electronic Now (Renault, 1983) - Premier film institutionnel en image de synthèse 3D en Europe / Grand prix Festival de Biarritz 1984 / Grand prix Festival international du film industriel 1984
- Likouala Marine (Elf, 1982) - 1er prix Festival de Biarritz / 1er prix Festival international du film industriel
- Opération TGV 100 (SNCF, 1981) - Grand prix de la ville de Biarritz / Grand prix Festival international du film industriel
- Spiral (Usinor, 1980) - Prix Festival de Biarritz 1981
- Électroniquement vôtre (Chrysler, 1980) - 1er prix Festival de Biarritz
- Poclain System" (Poclain, 1979) - 1er prix Festival de Biarritz
- Paluel (Poclain, 1978) - 1er prix Festival de Biarritz
- Poclain P (Poclain, 1975) - 1er prix Festival de Biarritz

### Télévision
- Le choix de Michèle (France 3 - Point du jour) 2012 - Documentaire 52 min
- Papi Noël (Arte - Gulliver) 2009 - Court métrage
- No Life (Arte - Gulliver) 2008 - Court métrage
- Le secret des centenaires (Canal+) 1995 - Documentaire 52 min